# Hilary Dachelem
Hilary Nanman Dachelem CMF (ur. 3 czerwca 1966 w Makurdi) – nigeryjski duchowny katolicki, biskup Bauchi od 2017.

## Życiorys

### Prezbiterat
Święcenia kapłańskie przyjął 1 lipca 1995 w zgromadzeniu klaretynów. Był m.in. ekonomem zakonnego instytutu filozoficznego oraz ekonomem prowincjalnym, proboszczem kilku zakonnych parafii oraz wikariuszem biskupim diecezji Shendam ds. zakonnych.

### Episkopat
31 maja 2017 papież Franciszek prekonizował go  biskupem ordynariuszem Bauchi. Sakry biskupiej udzielił mu 17 sierpnia 2017 metropolita Jos - arcybiskup Ignatius Kaigama.